# A Bahia de Outrora
A Bahia de Outrora é um livro publicado em 1916 pela livraria Progresso Editora, onde as tradições culturais do estado da Bahia são narradas por Manuel Querino, autor da obra. Querino documenta os costumes e a cultura dos baianos passados através da tradição oral.
A fim de retratar a vivência baiana, o autor narra, de forma minuciosa, a cidade de Salvador de outrora frente ao regime da República, que ameaçava a cultura da população afro-brasileira. Na obra, o autor tece críticas a República, mostrando que o regime seguiu o caminho oposto aos ideais de igualdade para a classe trabalhadora.